# カリム・フレイ
ケリム・フレイ・コユンル（Kerim Frei Koyunlu, 1993年11月19日 - ）は、オーストリア・フェルトキルヒ出身のトルコ代表サッカー選手。ファティ・カラギュムリュクSK所属。ポジションはミッドフィールダー（ウィング）。

## 経歴

### 生い立ち
オーストリア・フェルトキルヒにて、トルコ人の父親とモロッコ人の母親との間に生まれ、スイスで育った。

### フラム
2010年、フラムFCのユースチームに入団。2011年7月のUEFAヨーロッパリーグ1次予選・NSÍルナヴィーク戦で途中出場しトップチームデビュー。
2011年9月、フットボールリーグカップ3回戦・チェルシーFC戦で初スタメン。10月、スウォンジー・シティAFC戦でプレミアリーグ初出場。ヨーロッパリーグ・オーデンセBKで初ゴール。
2012年10月、12月までの契約でカーディフ・シティFCにレンタル移籍。

### ベシクタシュ
2013年9月、スュペル・リグのベシクタシュJKと5年契約を結んだ。

### バーミンガム
2017年1月、EFLチャンピオンシップのバーミンガム・シティFCと3年半契約を結んだ。移籍金は225万ポンドで、成績次第で350万ポンドに値上げされるオプションが付帯している。ジャンフランコ・ゾラ監督の下、4月14日のロザラム・ユナイテッドFC戦で加入後初ゴールを記録。同クラブで13試合に出場したがスタメンは3試合に止まった。
2017年7月20日、イスタンブール・バシャクシェヒルFKへ4年契約で移籍しトルコへ復帰する。エディン・ビシュチャやエルイェロ・エリアらの存在もありポジションを確保できず、2019年2月からシーズン終了までマッカビ・ハイファFCへレンタルとなる。

### エメン
2020年1月にエールディヴィジのFCエメンへ半年間のローンとなる。2021年1月15日には同クラブへ完全移籍で復帰。1年半の契約を締結した。

## 代表歴
当初はスイス代表に選出されていたが、2012年6月にトルコ代表に変更した。

## タイトル
ベシクタシュ
- スュペル・リグ : 2015–16